# Halls Gap
Halls Gap ist ein Ort im Grampians-Nationalpark im australischen Bundesstaat Victoria. Der Ort zählt nur knapp 300 Einwohner (Stand 2016), ist aber ein touristisches Zentrum der Grampians. Nach der Great Ocean Road ist Halls Gap der Ort mit der zweithöchsten Zahl von Tagesbesuchern in ganz Victoria.

## Geografische Lage
Halls Gap liegt rund 250 km westlich von Melbourne, im Fyans-Tal am engen nördlichen Durchlass zwischen der Mount William-Gebirgskette, welche die Grampians nach Osten abschließt, und dem Wonderland-Gebirgsstock im mittleren Teil der Grampians. In Halls Gap zweigt die Mount Victory Road nach Nordwesten in Richtung Horsham von der Grampians Road ab, welche als Teil der Verbindung von der Küste ins Innere Victorias die Grampians in Längsrichtung durchläuft. Dieser Umstand macht Halls Gap zu einem lokalen Verkehrsknotenpunkt im weitmaschigen Straßennetz der Region.

## Geschichtliches
Bei den ursprünglichen Bewohnern, Aborigines vom Stamm der Tjapwurong, hieß der Ort Mokepili.
Der erste europäische Siedler am Ort war Charles Browning Hall. Dieser suchte 1841 nach einem Weidegrund für sein Vieh, nachdem er feststellen musste, dass am Viehmarkt von Port Phillip ein Überangebot herrschte. Pfaden der Aborigines folgend erreichte er schließlich den relativ wasserreichen Ort.

## Tourismus und Sehenswürdigkeiten

### Unterkunft
Halls Gap und die unmittelbare Umgebung bietet eine reiche Auswahl an Übernachtungsmöglichkeiten in Hotels und Herbergen – insgesamt rund 6000 Betten. Die ökologisch bewirtschaftete, architektonisch bemerkenswerte Jugendherberge wurde mehrfach preisgekrönt. Mitten im Ort befindet sich ein Campingplatz.

### Verpflegung
Im Ort befinden sich mehrere Restaurants, Pubs und Cafés, ein Supermarkt und eine Tankstelle.

### Kultur
Südlich des Ortseingangs gibt das Brambuk National Park & Cultural Centre einen umfassenden Eindruck von der Kultur und der Geschichte der Aborigines der Region.
Hinter dem Kulturzentrum präsentiert das Gariwerd Dreaming Theatre Musik und erzählte Geschichte aus und über die Traumzeit, die Zeit, bevor die europäischen Einwanderer Australien in Besitz nahmen. Des Weiteren zeigt das Theater Filme über die Geschichte und Kultur der ursprünglichen Bewohner der Region.

### Naturdenkmäler

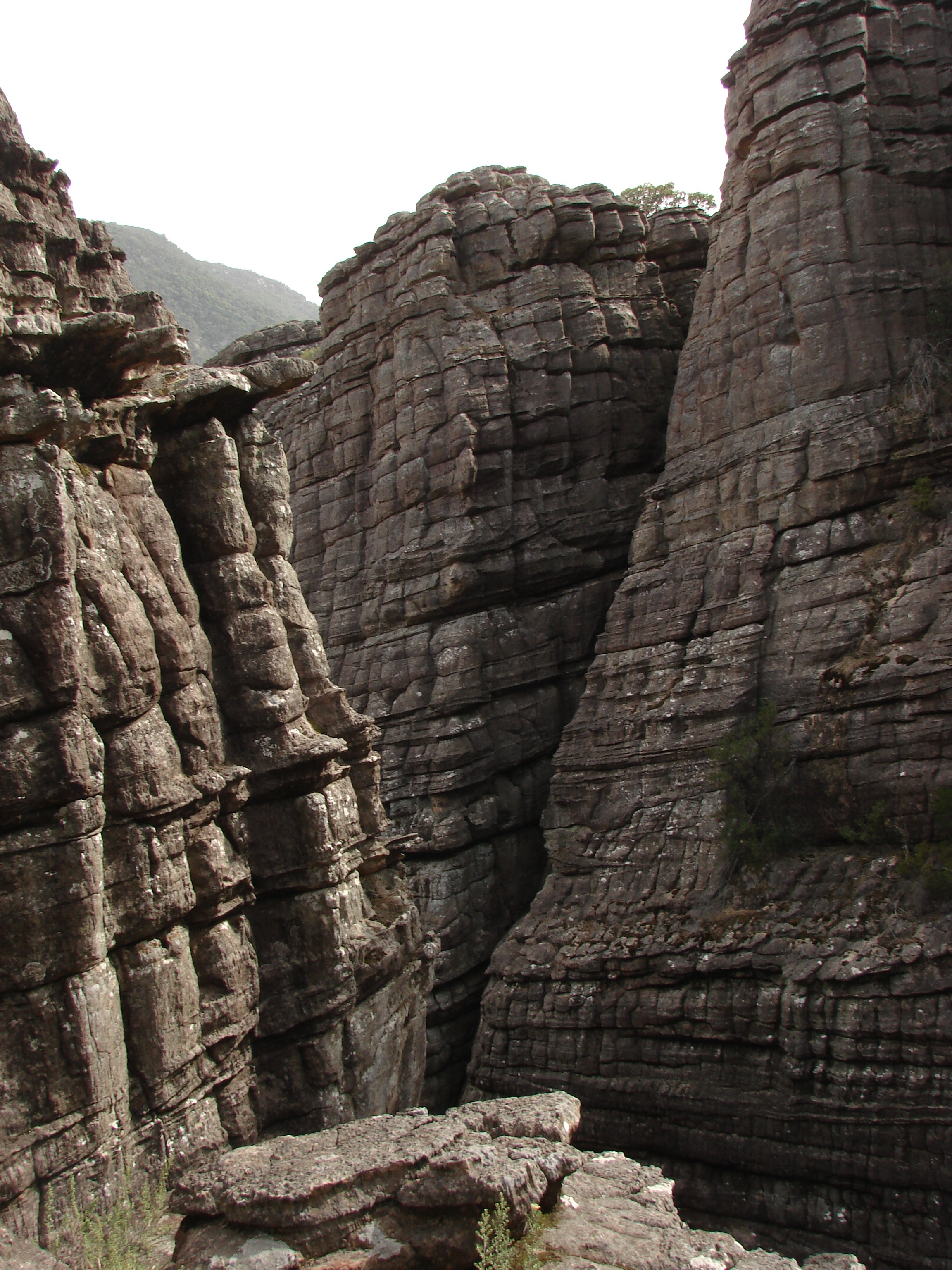
Grand Canyon am Aufstieg zum Pinnacle

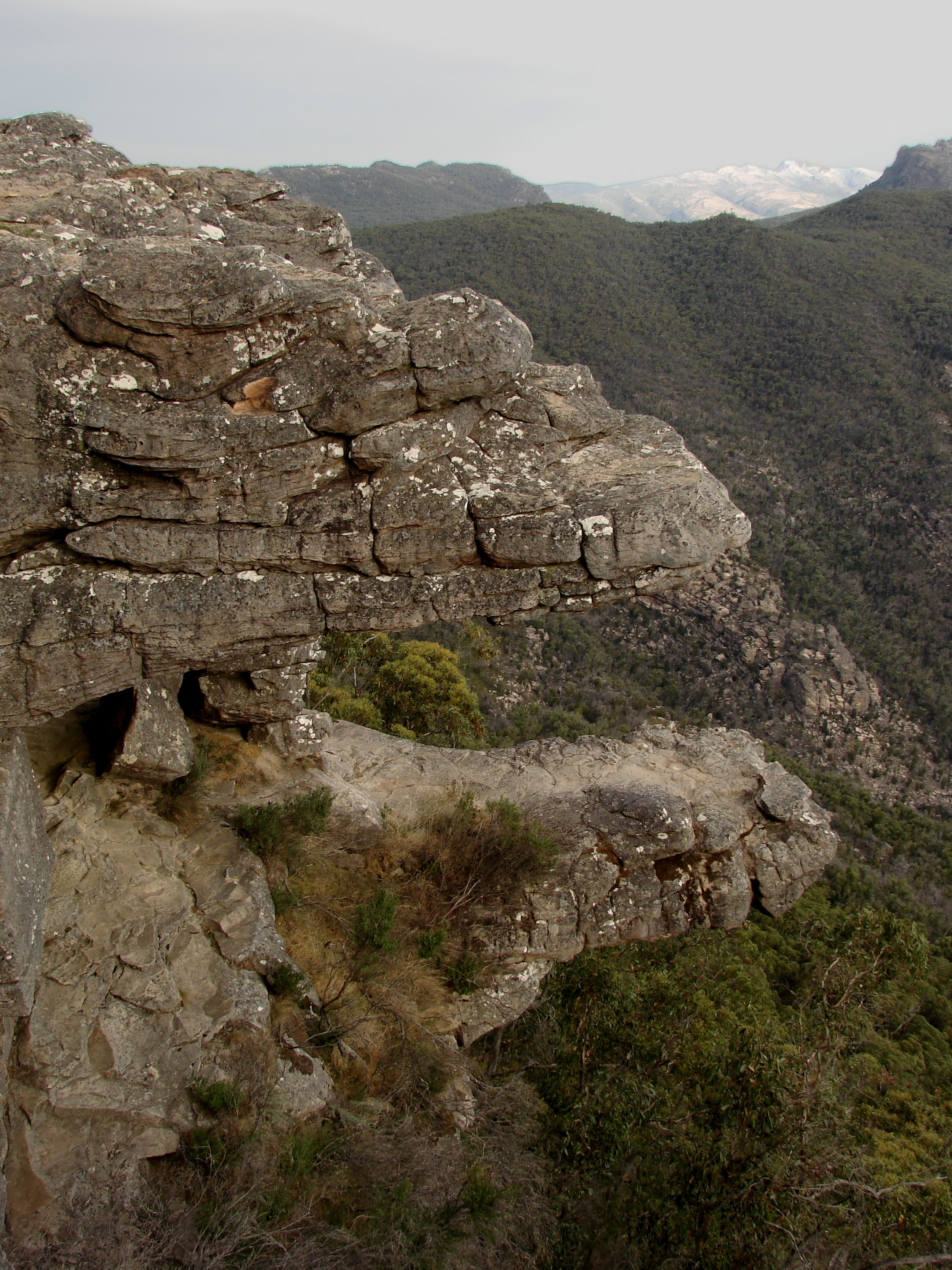
Die Balconies

Die umgebenden Höhenzüge mit ihren Wäldern, ihren bizarren Sandsteinformationen und ihrer reichen Flora und Fauna sind ein beliebtes Wandergebiet. Zahlreiche Steilwände und Überhänge ziehen die Klettersportler an.
Einige der bekanntesten Ausflugsziele der Grampians liegen in wenigen Kilometern Umkreis um Halls Gap:
- Das Wasserreservoir des Lake Bellfield mit seinen sandigen Badestränden.
- Die Aussichtspunkte Pinnacle, Reeds Lookout, Balconies und Boroka Lookout. Reeds Lookout und Boroka Lookout können direkt mit dem Auto erreicht werden. Die Balconies erreicht man über einen komfortablen Fußweg binnen 15 Minuten vom Parkplatz bei Reeds Lookout. Für den landschaftlich reizvollen Auf- und Abstieg zum Pinnacle sind, ab dem Parkplatz Wonderland Car Park, je nach Konstitution und gewählter Route 3½ bis 5 Stunden Zeit einzukalkulieren.
- In 30 Minuten Fußweg vom Ortszentrum erreicht man durch ein schattiges, parkähnliches Tal die Venus Baths, ein natürliches Bad, das durch eine Gruppe von Kolken in einem felsigen Bachbett gebildet wird.